# Ulica Krakowska (Opole)
Die Ulica Krakowska (deutsch Krakauerstraße) ist eine Straße in Oppeln in Polen. Sie gehört zu den wichtigsten Einkaufsstraßen der Stadt und erstreckt sich vom Oppelner Ring über den Plac Wolności in Richtung Süden zum Bahnhof.

## Geschichte

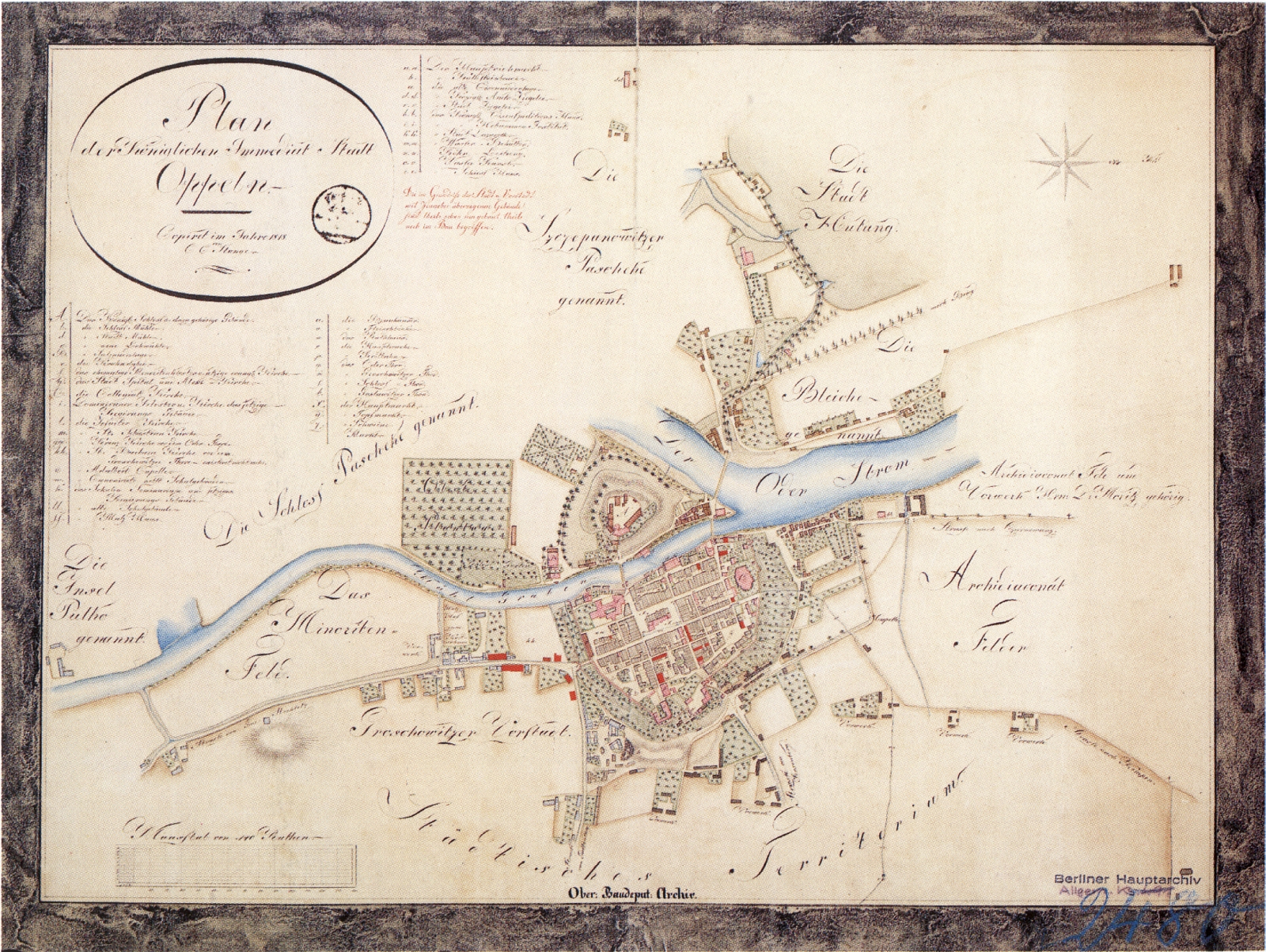
Alter Stadtplan von 181, links ist der Verlauf und die unbebaute Krakauer Straße zu erkennen.

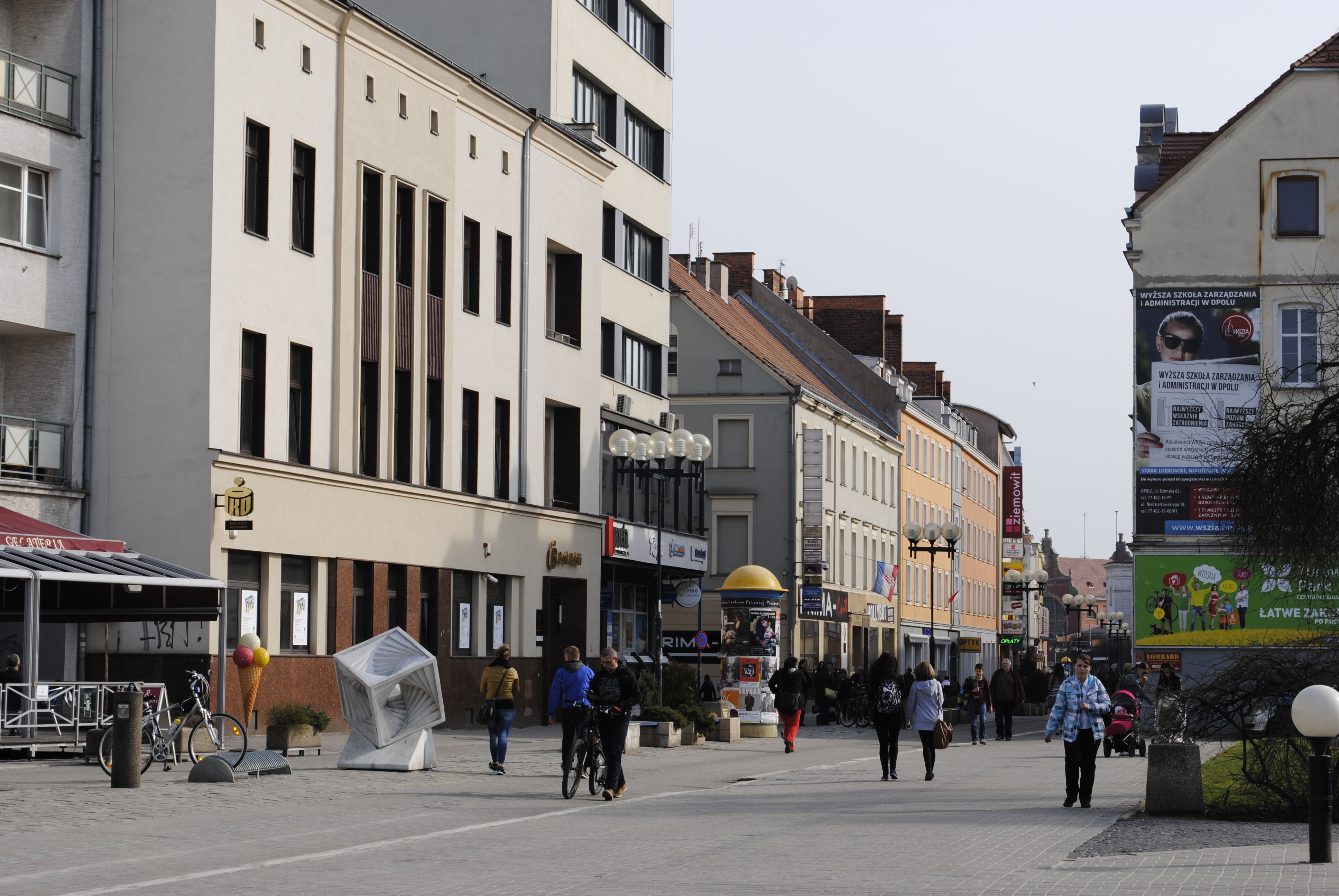
Blick vom Plac Wolności in Richtung Süden

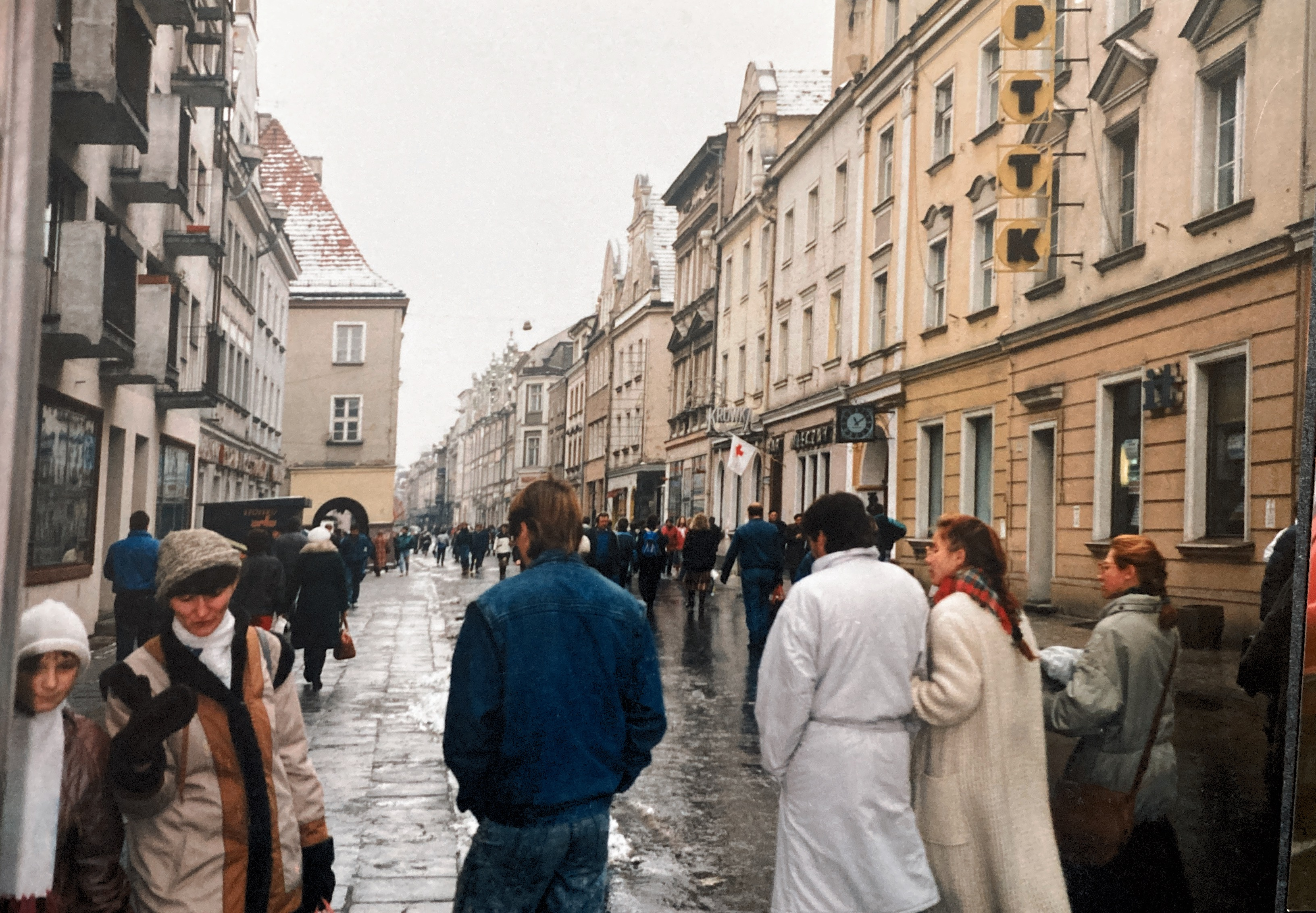
Nördliche Krakauerstraße im Jahr 1990

Der heutige Bereich der Krakauerstraße befand sich im Mittelalter außerhalb der Stadtmauern. Hier befanden sich noch bis zum Ende des 18. Jahrhunderts Felder und Wiesen. 1452 wird sie zum ersten Mal als Beythenischegasse erwähnt.
Die Bebauung entlang der Straße fand mit der Erweiterung der Stadt zu Beginn des 19. Jahrhunderts statt. Nachdem die Stadtmauern geschleift worden waren, entstand zunächst der heutige Plac Wolności (dt. Freiheitsplatz). Hier wurde zwischen 1830 und 1833 die Alte Regierung (1945 zerstört) erbaut.
Als Oppeln 1845 einen Eisenbahnanschluss bekam, wurde weit außerhalb der Stadt ein provisorischer Bahnhof aufgestellt. Dadurch entstand die südliche Verlängerung der Krakauerstraße bis hinunter zum Bahnhof. In den nächsten Jahren siedelten sich immer mehr Menschen in der Straße an und bauten reich verzierte Häuser, darunter zum Beispiel das Deutsche Haus oder das Alte Gerichtsgebäude (beide 1945 zerstört).
Heute gehört die Straße zu den wichtigsten Haupt- und Geschäftsstraßen der Stadt. Hier befinden sich zahlreiche Boutiquen, Restaurants, Hotels, sowie ein kleines Einkaufszentrum. In den letzten Jahren wurde die Straße zur Fußgängerzone umfunktioniert, renoviert und mit Fahrradwegen und Kunstwerken ausgestattet.

### Namensgebung
Die Straße selbst war innerhalb der Stadtmauern noch unter dem Namen Beuthener Straße bekannt. So wurde die Straße 1452 als Beythenischegasse und 1564 als in der Beuthenischen gasse erwähnt. Weiterhin sind auch polnische Namen verzeichnet wie na Bytomsku ulicy oder 1589 na Bytomske ulizy. Der Name wurde noch bis in die ersten Jahrzehnte des 18. Jahrhunderts genutzt. 1750 wird die Straße als Beuthenische oder Groschowitzer Gasse erwähnt. 1815 trug die Straße den Namen Groschowitzer gasse. 1842 erhielt die Straße den Namen Krakauer Straße, da der Name „für die Stadt repräsentativer“ war. In der Zwischenkriegszeit im 20. Jahrhundert wurde die Straße im Volksmund zwischen dem Ring und dem damaligen Regierungsplatz (heute: Plac Wolnosci) als Kleine Krakauerstraße und der Abschnitt vom Regierungsplatz zum Bahnhof als Große Krakauerstraße bezeichnet.
Nach der Machtübernahme der Nationalsozialisten im Jahr 1933 wurde die Straße 1933 zunächst in Helmuth-Brückner-Straße umbenannt, nach dem damaligen Gauleiter Schlesiens Helmuth Brückner. Nach dessen Verdächtigung an der Beteiligung am Röhm-Putsch und der anschließenden Verhaftung wurde die Straße 1935 zu Ehren von Paul von Hindenburg zur Hindenburg-Straße umbenannt. Nach der Niederlage des Deutschen Reiches im Zweiten Weltkrieg wurde die deutsche Bevölkerung vertrieben und das Gebiet fiel an Polen. Nach der Übernahme der Stadt von Polen wurde die Straße in Ulica Krakowska umbenannt. Vier Jahre später, im Jahr 1949, wurde sie nach dem sowjetischen Diktator in Josef-Stalin-Straße (poln. Ulica Józefa Stalina) umbenannt. Nach dem Tode Stalins betrieb Nikita Chruschtschow die Entstalinisierungspolitik und 1956 erhielt die Straße ihren heutigen Namen wieder zurück.

## Bauwerke

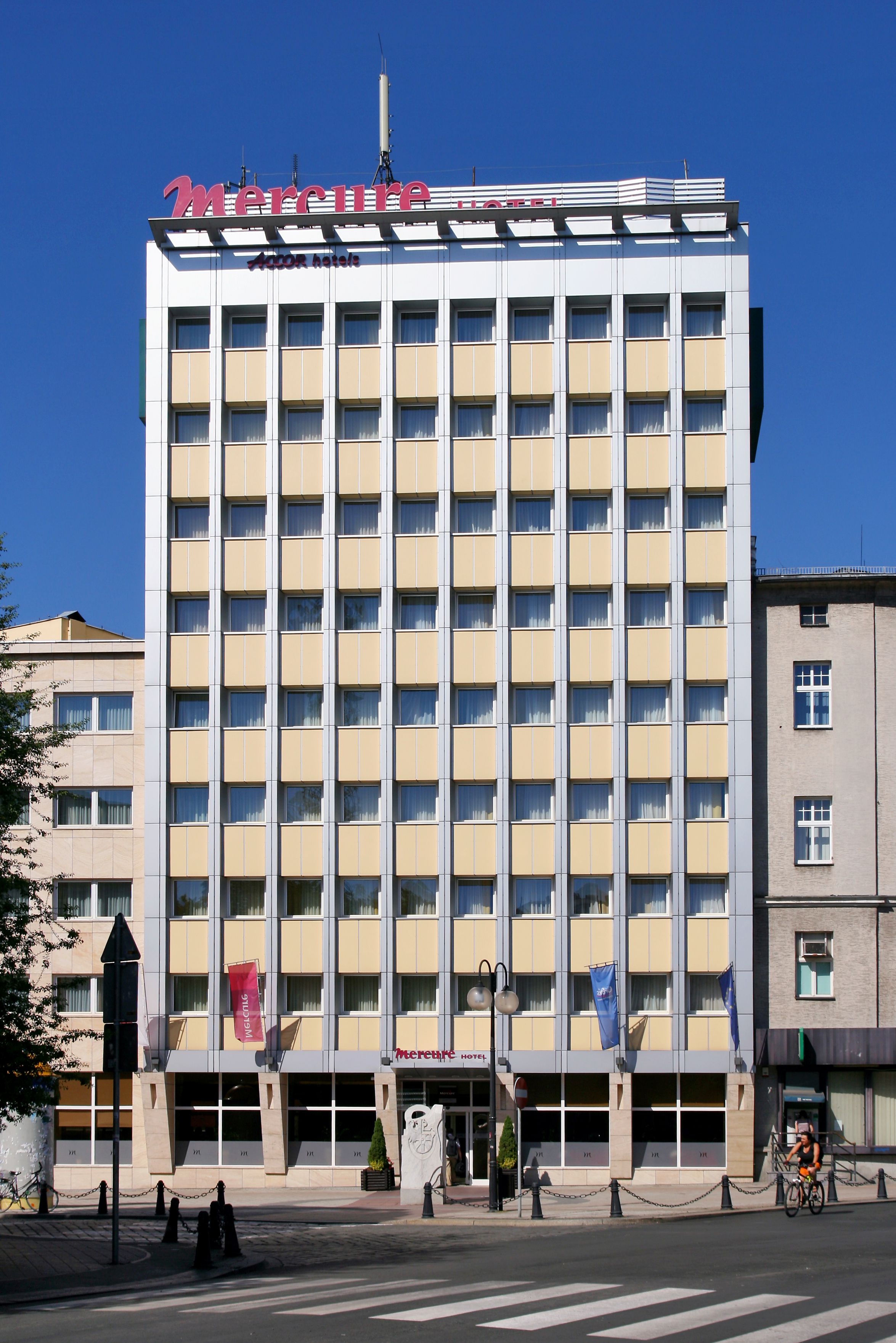
Das Hotel Opole, heute Mercure

### Bahnhofsgebäude
Das heutige Bahnhofsgebäude wurde 1899 erbaut. Der Vorgängerbau stammte von 1860.

### Haus Pod Kafelkami
Dieses Haus ist das einzige Haus, welches im Norden der Krakauerstraße vom Krieg und Feuer verschont wurde. In den 1920er Jahren wurde die Fassade modernisiert. Hier befindet sich heute eine Metzgerei.

### Hotel Opole
Das Hotel Opole ist ein Nachkriegsbau aus den 1960er Jahren. Es befindet sich im südlichen Teil der Straße, in direkter Nachbarschaft zum Bahnhof sowie zur Hauptpost. Es wurde 1964 von der Architektin Weronika Sznyrowska entworfen. Jahrelang gastierten hier die Sänger des Landesfestival des Polnischen Liedes in Opole. Es gehört zu den höchsten Gebäuden der Stadt und beherbergt heute die Mercure-Hotelkette.

### Postgebäude
Das Postgebäude wurde 1854, als eines der ersten an der neu angelegten Straße, gebaut. Im Laufe der Zeit wurde das Gebäude mehrmals vergrößert und erweitert (1891 und 1931), behielt aber die neoklassizistische Fassade bis heute.

### Ziemowit
Das Ziemowit ist die größte Einkaufsanlage in der Straße und wurde zwischen 1956 und 1964 anstelle von ausgebombten Vorkriegsbauten erbaut. Zu Beginn des 21. Jahrhunderts wurde es grundlegend modernisiert und zu einem kleinen Einkaufszentrum umgebaut. 

### Ulica Krakowska 45
Die Engel-Zigarrenfabrik besetzte ursprünglich das Gelände hinter der Krakauer Straße 45 mit dem Haus der Familie an der Straßenfront.

### Abgegangenes Bauwerk

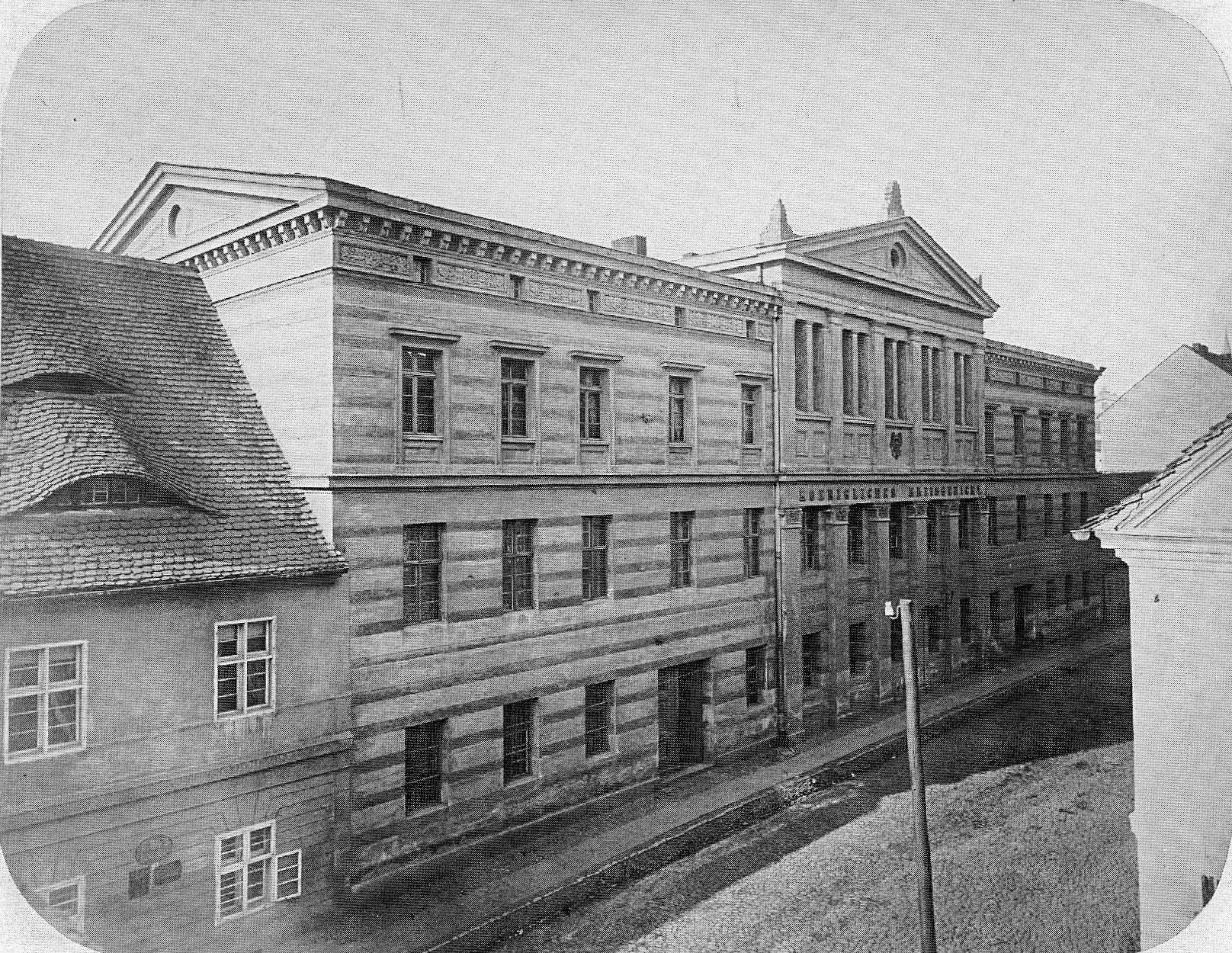
Das alte Gerichtsgebäude 1875

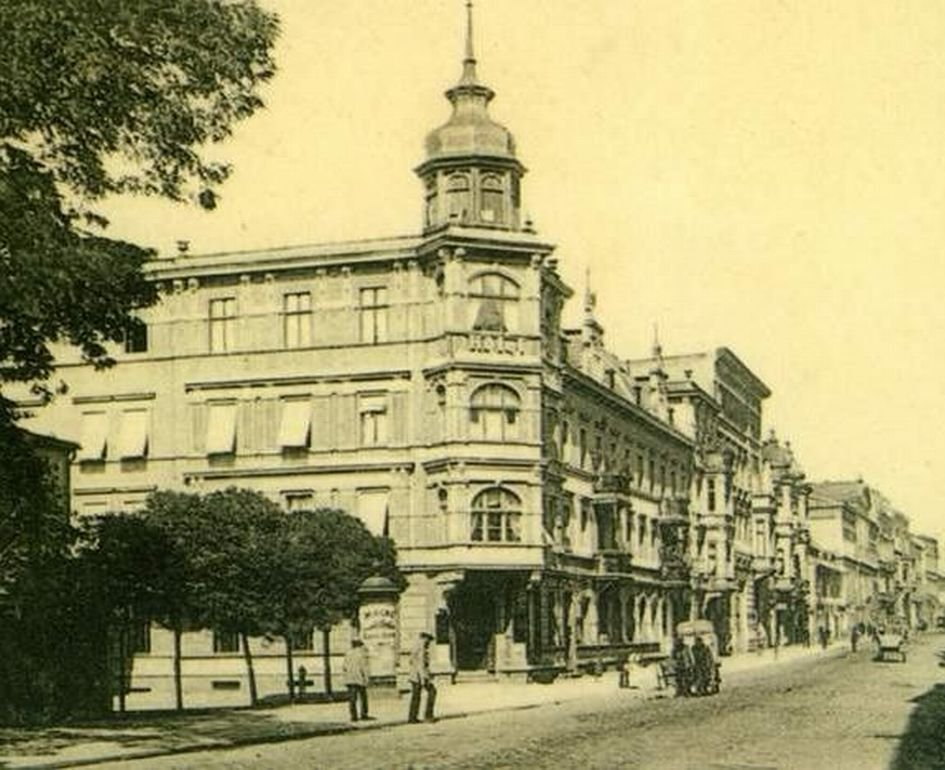
Hotel Deutsches Haus 1903

#### Altes Gerichtsgebäude
Das Alte Gerichtsgebäude entstand 1836, nachdem man eine alte Lederfabrik kaufte und sie umgestaltete. 1856 wurde das gesamte Gebäude modernisiert, ausgebaut und erhielt eine Fassade im Stil des Neoklassizismus. 1881 zog das Gericht aus und bezog das neue Gerichtsgebäude an der heutigen ul. Książąt Opolskich (1945 zerstört). Nachdem das Gebäude frei war, wurde es umfunktioniert und mit Geschäften ausgestattet. Im Jahr 1945 wurde das Gebäude ein Opfer der Bomben und wurde nicht wieder aufgebaut. Heute befindet sich hier ein neues Wohn- und Geschäftshaus mit einem Delikatessengeschäft.

#### Café Resi
Das Haus Café Resi war ein im Stil des Historismus erbautes Gebäude und befand sich an der Ecke Krakauerstraße und der heutigen Mozartstraße (bis 1945 Promenadenstraße). Es wurde Ende des 19. Jahrhunderts erbaut und beherbergte eine Konditorei. 1945 wurde das Gebäude zerstört und kurze Zeit später wurden die Trümmer entfernt. Heute steht hier das Denkmal der Oppelner Nike.

#### Deutsches Haus
Das Deutsche Haus war ein vierstöckiges Hotel an der Ecke Krakauer- und Deichstraße (poln. Ulica Leona Powolnego). Es wurde Ende des 19. Jahrhunderts im Stil des Eklektizismus erbaut. Das Gebäude besaß zahlreiche Verzierungen und ein kleines Türmchen mit einer Kuppel. In den 1920er Jahren wurde es renoviert, wobei zahlreiche Ausschmückungen inklusive des Türmchens entfernt wurden. Im Krieg zerstört, wurde es in den 1960er Jahren durch einen schlichten Wohnblock ersetzt.